# فیزیک خاک

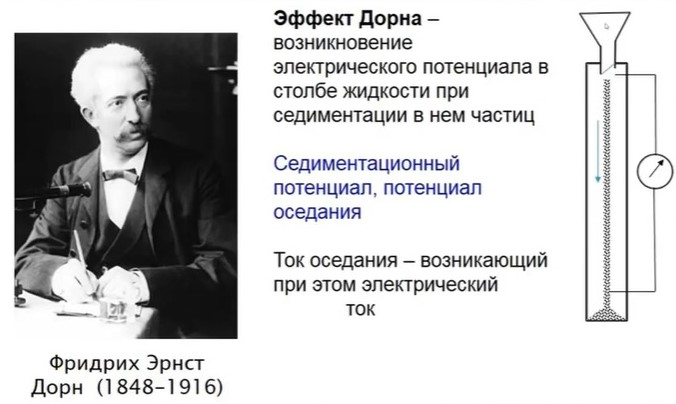
فیزیک دان

فیزیک خاک به مطالعه مشخصات فیزیکی خاک و روند آن‌ها می‌پردازد. این علم با مؤلفه‌های فیزیکی خاک و حالت‌های آن از قبیل جامد، مایع و گاز در ارتباط است.
این علم می‌تواند در حل مشکلات عملی کشاورزی، بوم‌شناسی و مهندسی بکار رود.